# 1781
Cette page concerne l'année 1781  du calendrier grégorien. Pour l'année 1781 av. J.-C., voir 1781 av. J.-C.
L'année 1781 est une année commune qui commence un lundi.

## Événements
- 16 avril : l’amiral Suffren bat une escadre britannique à la bataille de Porto Praya au Cap-Vert[1].

- 4 mai : le soulèvement Chenaux est un mouvement de révolte  qui a mobilisé près de 2500 hommes  dans le canton de Fribourg en Suisse[2].

- 24 mai - 2 juin : prise de Tobago par la flotte française[3].

- 10 août : l'escadre de Suffren arrive au Cap[1].

- 25 octobre : l'escadre de Suffren arrive à Port-Louis, à l’Île-de-France[1].

- 7 décembre : la flotte de Suffren appareille de l’Île-de-France[1]. Dans l’océan Indien, elle élimine les croisières britanniques, protège la colonie hollandaise du Cap et couvre les opérations de la Compagnie des Indes française (1781-1793).

- Le roi du Mandara Boukar D’jiama (r. 1773-1828) bat les forces du Bornou et proclame son indépendance[4].

- Si Ahmed ben-Mohammed, musulman du Sud Algérien, fonde la confrérie Tidjaniya, qui a un caractère profondément démocratique et égalitaire[5].
- Chine : rébellion des musulmans du Gansu (fin en 1784)[6].

### Amérique
- 2 février : le Maryland est le 13e État américain à ratifier les articles de la Confédération[7].

- 1er mars : le Congrès continental américain adopte les Articles de la Confédération. Il devient le Congrès de la Confédération (fin en 1789)[8].
- 15 mars : bataille de Guilford Court House[3].
- 16 mars : 
  - bataille du cap Henry[3].
  - révolte des Comuneros contre les autorités espagnoles à Socorro en Nouvelle-Grenade, écrasée le 13 octobre[9].

- 6 mai : arrivée de renforts français à Boston[10].

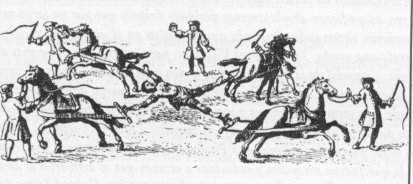
18 mai : exécution de Túpac Amaru II

- 18 mai : le dernier Inca Túpac Amaru II est écartelé puis décapité à Cuzco au Pérou en présence de toute la population rassemblée[11]. Son cousin, Túpac Amaru III, reprend un temps la tête de la révolte mais est pris et subit le même supplice en 1783.

- 21 juillet : combat naval en vue de Louisbourg[12].

- 4 septembre : fondation de la ville de Los Angeles par 44 colons espagnols sous le nom de El Pueblo de Nuestra Senora La Reina de Los Angeles de Porciuncula[13].
- 5 septembre : bataille de la baie de Chesapeake[3].

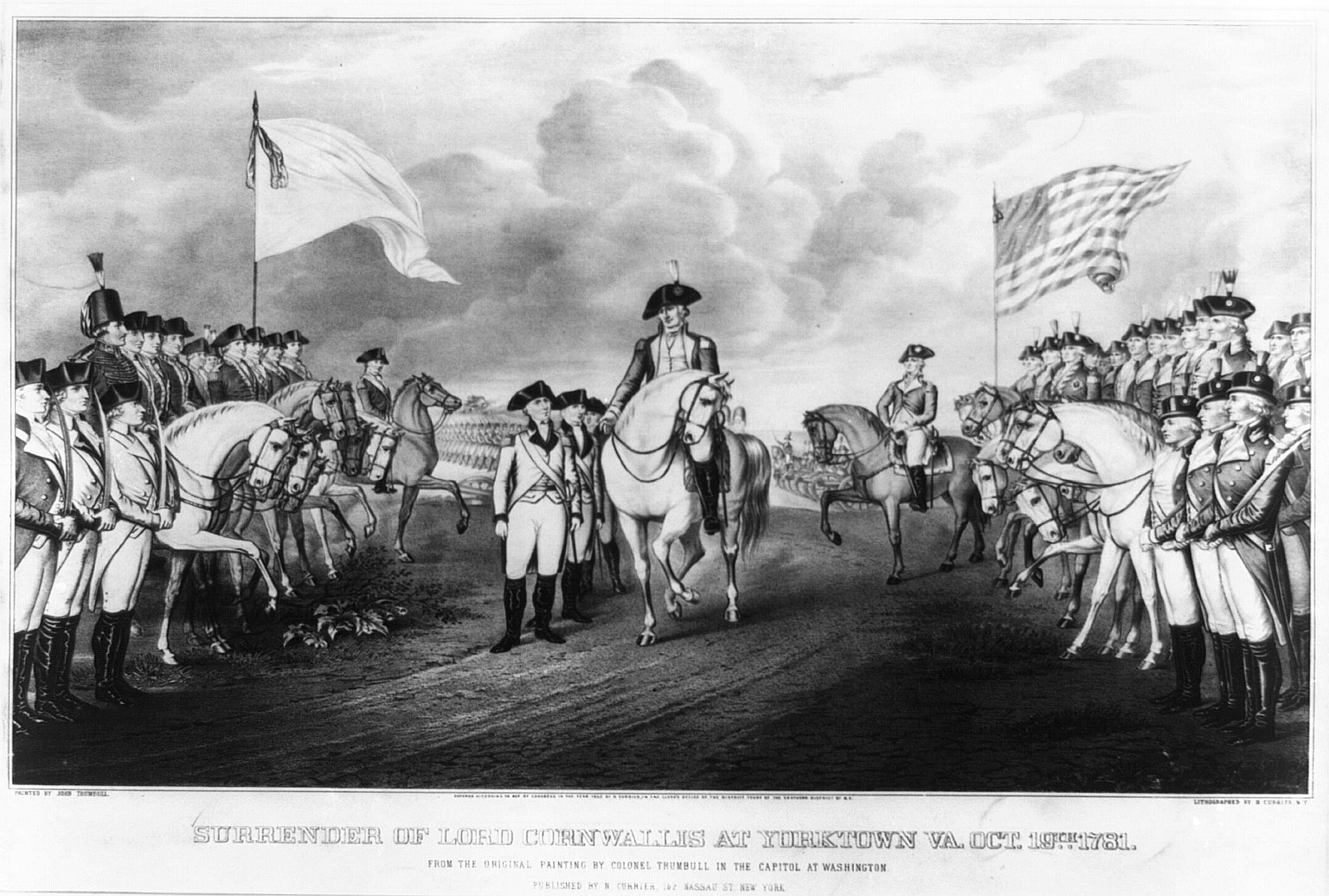
19 octobre : capitulation de Lord Cornwallis à la bataille de Yorktown

- 26 septembre - 17 octobre : bataille de Yorktown[3].
- 15 novembre : le chef des révoltés aymara du Haut-Pérou Túpac Katari est exécuté à La Paz[14].

### Europe
- 4 janvier : la destitution du procureur-général Duroveray à la demande de la France (Vergennes) provoque des troubles populaires à Genève contre le Petit Conseil[15] (fin le 17 février)[16]. L'édit du 10 février consacre l'égalité civile en faveur des natifs ; il est suspendu après l'intervention des représentants de Berne et de Zurich[17].

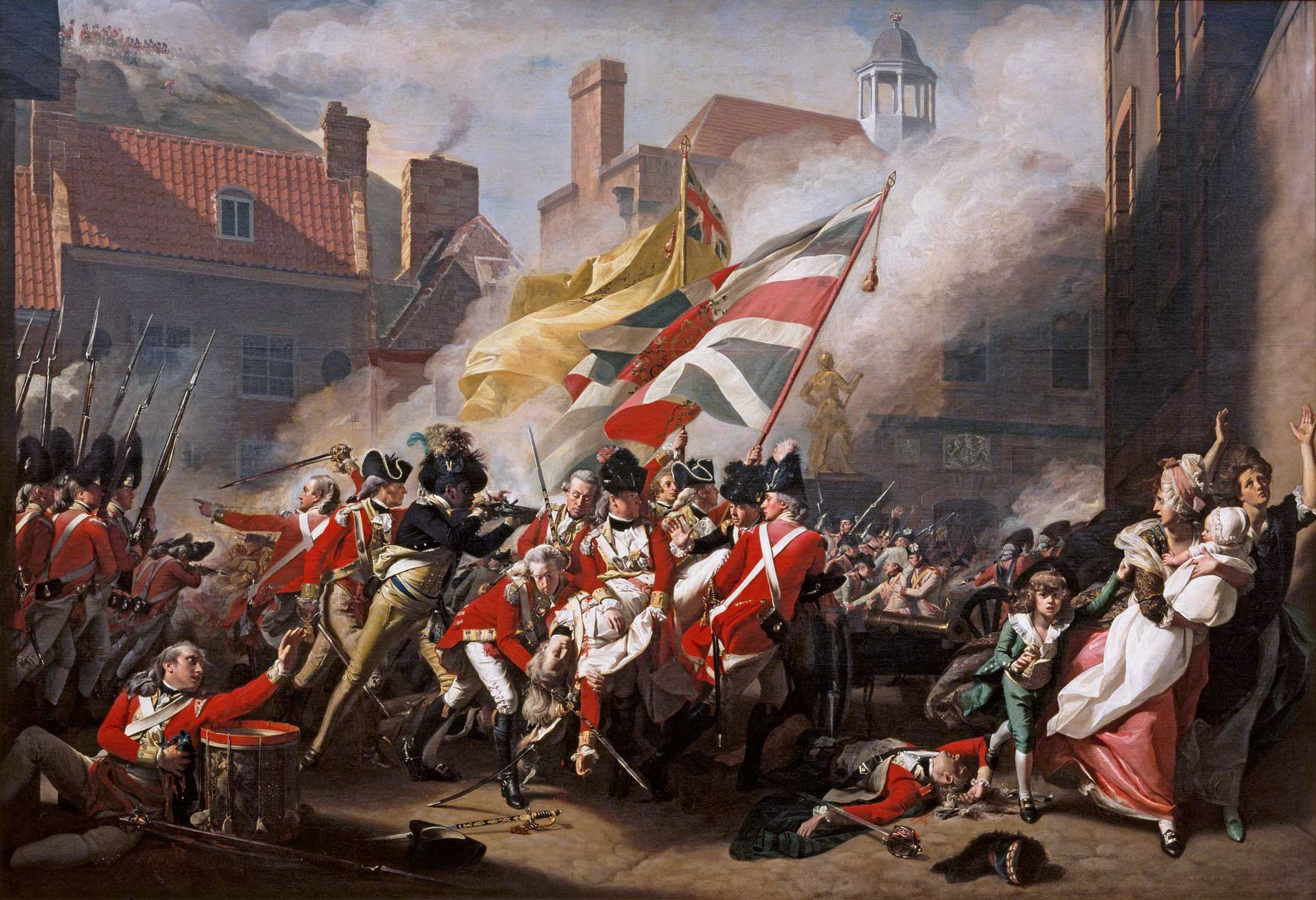
6 janvier : bataille de Jersey, toile de John Singleton Copley

- 6 janvier : échec de l'attaque de Jersey par un détachement français sous les ordres du baron de Rullecourt[18].
- 23 janvier : William Pitt le Jeune entre à la Chambre des communes[19].

- 23 juillet : une escadre espagnole part de Cadix pour reconquérir Minorque. La flotte franco-espagnole couvre le débarquement des troupes de Crillon qui s’emparent de Minorque après quatre mois de combats contre les Britanniques (5 février 1782)[20].

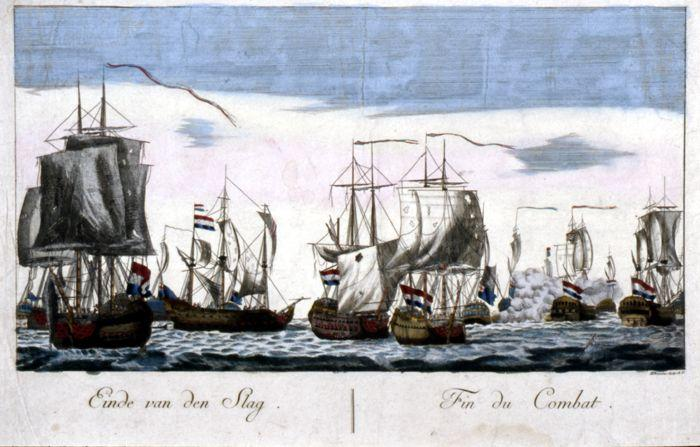
5 août : bataille du Dogger Bank

- 5 août : bataille navale indécise du Dogger Bank dans la quatrième guerre anglo-néerlandaise[21].
- 26 septembre : appel « Au peuple des Pays-Bas », pamphlet du noble d’Overijssel Johan Derk van der Capellen, inaugurant le mouvement des patriotes aux Provinces-Unies, qui se renforce tout au long de la guerre d’indépendance américaine[22]. Il réunit ceux qui refusent l’extension des pouvoirs du stathouder dans un sens monarchique et héréditaire, ceux qui veulent orienter les échanges commerciaux et les capitaux vers les États-Unis et s’éloigner de la Grande-Bretagne, malgré le poids politique de la dette publique britannique dont les Hollandais détiennent 40 %, ceux qui souhaitent maintenir la constitution républicaine mais en élargir les bases électorales.
- 13 octobre : promulgation d’un édit de tolérance qui accorde aux protestants et aux orthodoxes des États habsbourgeois la liberté de culte et leur restitue la totalité de leurs droits civiques. Des édits de tolérance similaires sont signés pour la Hongrie le 25 octobre, pour la Transylvanie le 8 novembre[23],  le 12 novembre pour les Pays-Bas et le 30 novembre en Lombardie[24]. L’archevêque de Salzbourg Collodero publie une lettre pastorale pour approuver l’édit de tolérance. L’édit de tolérance donne un élan à la scolarisation protestante en Hongrie.
- 14 octobre : 
  - les discriminations vestimentaires pour les Juifs sont abolies dans les États des Habsbourg. Les Juifs sont autorisés à pratiquer des métiers manuels, à fonder des entreprises industrielles et à fréquenter les universités (2 janvier 1782)[25]. Les Juifs orthodoxes accueillent ce décret avec réserve, craignant l’assimilation de leur communauté.
  - le duc de Caracciolo, nommé vice-roi de Sicile en mai 1780, prend son poste à Palerme (fin en 1786)[26]. Ancien ambassadeur à Paris, il redonne espoir aux partisans des Lumières des Deux-Siciles, mais sa mort en 1789 et les événements français laisseront le champ libre au conservatisme. Il commence par supprimer le Saint-Office sicilien, abolit le servage, supprime les corvées, droits de chasse, péages, etc. dont les barons ne pouvaient produire les titres, ainsi que les taxes sur les marchandises exportées hors des fiefs. En 1782, il expose au Parlement son projet de nouveau cadastre pour éliminer les abus et les fraudes et pour répartir plus équitablement la charge fiscale. La noblesse et le clergé s’y opposent.

- 1er novembre : « Patente des sujets », abolition de la servitude personnelle en Bohême, Moravie et Silésie. Les paysans peuvent, sans autorisation du seigneur, se marier, quitter le domaine, envoyer leurs enfants étudier ou travailler en ville et posséder des biens. La corvée est maintenue et codifiée (le paysan peut la racheter, et elle est soumise à un accord entre les paysans et leur seigneur renouvelable tous les trois ans) et le paysan n’a pas encore le droit de propriété sur la terre. La tenure du « rustical » est consolidée (elle devient propriété réelle du paysan contre paiement du cens). La patente est d’abord appliquée en Bohême avant d’être introduite en Autriche[27].
- 29 novembre : décret de suppression des ordres religieux contemplatifs dans les États des Habsbourg, sauf de ceux qui se consacrent à l’éducation ou aux soins des malades[28]. 738 couvents sont fermés et transformés en écoles, dont certains très célèbres comme ceux de Mondsee, de Baumgartenberg et de Sainte-Dorothée à Vienne. Leurs biens sont confiés à une commission aulique ecclésiastique qui en transfère la majeure partie aux évêques joséphistes.

- 12 décembre : victoire britannique sur la France à la deuxième bataille d'Ouessant[29].

## Naissances en 1781
- 23 janvier : Augustin Aubert, peintre français († 5 novembre 1857).
- 30 janvier : Adelbert von Chamisso, écrivain et botaniste allemand († 21 août 1838).

- 9 février : Johann Baptist von Spix, zoologiste et explorateur allemand († 15 mai 1826).
- 17 février : René Laennec, médecin français, inventeur du stéthoscope († 13 août 1826).
- 25 février : Matías de Irigoyen, militaire et homme politique espagnol puis argentin († 20 septembre 1839).

- 10 mars : Louis de Robiano, homme politique belge († 24 mai 1855).
- 20 mars: Joseph Paelinck, peintre belge († 9 juin 1839).
- 27 mars : Charles Joseph Minard, ingénieur français († 24 octobre 1870)

- 10 avril : Francesco Nenci, peintre italien († 1850).
- 13 avril : Johann Nepomuk Reithoffer (de), industriel autrichien, qui fabriquera en 1811 les premiers produits en caoutchouc († 6 mai 1872).
- 22 avril : José de Madrazo y Agudo, peintre espagnol († 1859).

- 16 mai : Charles Marie Bouton, peintre français († 28 juin 1868).
- 24 mai : Louis François Dauprat, corniste et compositeur français († 16 juillet 1853).

- 1er juin : Nicolas Sébastien Maillot, peintre français, plus connu pour son activité de restaurateur de tableaux († 1856).
- 9 juin : George Stephenson, ingénieur britannique († 12 août 1848).
- 21 juin : Siméon Denis Poisson, mathématicien français († 25 avril 1840).

- 3 juillet : Alexandre de La Motte-Baracé, écrivain et peintre français († 21 mars 1840).
- 25 juillet : Merry-Joseph Blondel, peintre français († 12 juin 1853).

- 5 août : François-Joseph Naderman, compositeur, harpiste, facteur, éditeur de musique et professeur de harpe français († 2 avril 1835).
- 9 août : John Ward 1er comte de Dudley, homme politique britannique († 6 mars 1833).
- 11 août : Joaquim Gonçalves Ledo, homme politique et journaliste brésilien († 19 mai 1847).
- 16 août : Jacques Pierre François Salmon, peintre français († 1855).

- 1er septembre : Antoine Romagnesi, compositeur, éditeur et théoricien français († 9 janvier 1850).
- 3 septembre : Prince Eugène de Beauharnais, fils adoptif de l'empereur Napoléon Ier et vice-roi d'Italie († 21 février 1824).
- 6 septembre :
  - Anton Diabelli, musicien autrichien, pianiste, compositeur, éditeur et pédagogue (piano et guitare) († 7 avril 1858).
  - Vincent Novello, musicien et éditeur d’œuvres musicales britannique († 9 août 1861).
- 23 septembre : Sir Charles Bagot, homme d'État britannique († 19 mai 1843).

- 10 octobre : Juan Pedro Aguirre, militaire, homme politique et révolutionnaire espagnol puis argentin († 17 juillet 1837).

- 1er novembre : Joseph Karl Stieler, peintre allemand († 9 avril 1858).
- 15 novembre : Gustaf Erik Hasselgren, peintre suédois († 9 mars 1827).
- 20 novembre : Bartolomeo Pinelli, peintre italien († 1er avril 1835).
- 23 novembre : Ernst Christian August von Gersdorff, diplomate et homme d'État saxon († 19 octobre 1852).

- 11 décembre : David Brewster, physicien britannique († 10 février 1868).
- 28 décembre : Christian Peter Wilhelm Beuth, homme d'État prussien († 27 septembre 1853).

- Date inconnue :
  - James Paroissien, médecin, aventurier, militaire et homme d'affaires britannique naturalisé argentin († 1827).
  - Pietro Ronzoni, peintre italien († 1862).

## Décès en 1781
- 15 janvier : Marie-Anne-Victoire d'Espagne, infante-reine du Portugal (° 31 mars 1718, 62 ans).
- 28 janvier : Bernhard Havestadt, missionnaire et explorateur jésuite allemand (° 27 février 1714).

- 4 février : Josef Myslivecek, compositeur tchèque (° 9 mars 1737).
- 15 février : Gotthold Ephraim Lessing, dramaturge et critique allemand  (° 22 janvier 1729).

- 16 mars : Gaspard, duc de Clermont-Tonnerre, Maréchal de France (° 16 août 1688).
- 18 mars : Anne Robert Jacques Turgot, Baron de Laune, homme d'État et économiste français (° 10 mai 1728).
- 29 mars : Samuel Anton Jacob Bach, organiste allemand (° 1713).

- 23 avril : James Abercrombie, général britannique (° 1706).

- 4 mai: Pierre-Nicolas Chenaux, personnalité politique suisse (° 26 février 1740).

- 5 juin : Noël Hallé, peintre et graveur français (° 2 septembre 1711).

- 18 juillet : Padre Francisco Garcés, missionnaire franciscain et explorateur espagnol (° 12 avril 1738).
- 25 juillet : Ubaldo Gandolfi, peintre italien du baroque tardif, appartenant à l'école bolonaise (° 1728).

- 12 septembre : Peter Scheemakers (en), sculpteur flamand.
- 30 septembre : Jean-Baptiste Le Prince, peintre et graveur français (° 17 septembre 1734).

- 3 novembre : Jakob Emanuel Handmann, peintre suisse (° 16 août 1718).
- 15 novembre : Túpac Katari, chef rebelle aymara (° 1750).
- 21 novembre : Jean Frédéric Phelypeaux, comte de Maurepas (° 9 juillet 1701).

- 2 décembre : Zenón de Somodevilla, homme politique espagnol (° 20 avril 1702).
- 12 décembre : Christophe de Beaumont du Repaire, archevêque de Paris (° 26 juillet 1703).
- 14 décembre : Joseph François Parrocel, peintre et graveur français (° 3 décembre 1704).

- Date inconnue :
- Gregorio Sciroli, compositeur italien (° 5 octobre 1722).